# 1821 en science
| Années de la science : 1818 - 1819 - 1820 - 1821 - 1822 - 1823 - 1824    |
| Décennies de la science : 1790 - 1800 - 1810 - 1820 - 1830 - 1840 - 1850 |

Cet article présente les faits marquants de l'année 1821 en science.

## Événements

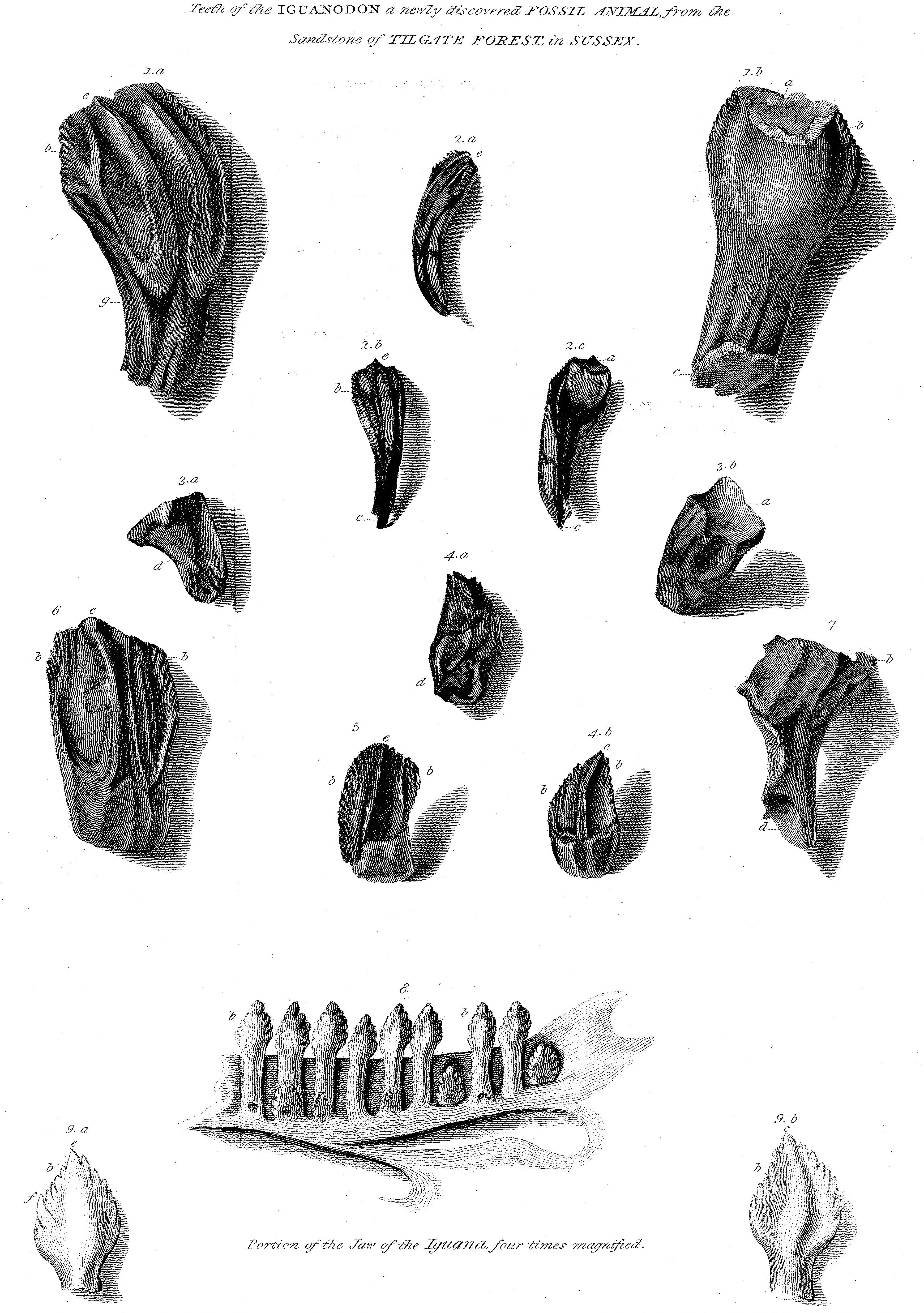
Illustration de Notice on the Iguanodon dents fossiles et mâchoire d'un iguane moderne, Gideon Mantell, 1825.

- 9 janvier : l'explorateur Fabian Gottlieb von Bellingshausen, lors de l'expédition antarctique russe, découvre l’Île Pierre Ier et huit jours plus tard aperçois l'Île Alexandre-Ier, à proximité du continent Antarctique[1].
- 7 février : les marins du capitaine américain John Davis débarquent en Antarctique, à l'emplacement de la baie Hughes[1].
- 29 avril, Londres : William Edward Parry entreprend sa deuxième expédition à la recherche du passage du Nord-Ouest avec les navires HMS Hecla et HMS Fury. De 1821 à 1823, elle visite la  baie d'Hudson puis remonte jusqu'au golfe de Boothia (Détroit de Fury et Hecla)[2].
- 3-4 septembre : le physicien britannique Michael Faraday réalise des expériences qui l’amènent à la mise au point du moteur électromagnétique[3].
- 21 juin : le médecin britannique Gideon Mantell présente à la Société géologique de Londres des dents fossiles d'un iguanodon qu'il a découvert avec son épouse Mary Ann dans Tilgate Forest (Sussex de l'Ouest)[4]. L'iguanodon est la première espèce identifiée et baptisée de dinosaure dans un article de Mantell présenté le 10 février 1825 à la Royal Society[5].
- 19 novembre : Augustin Fresnel présente à l'Académie des sciences son Premier Mémoire sur la double réfraction. Il démontre que la lumière est une onde transversale[6],[7].
- 6 décembre : les navigateurs George Powell, britannique, et Nathaniel Palmer, américain, découvrent les îles Orcades du Sud[1].
- 15 décembre : fondation de la Société de Géographie à l'Hôtel de ville de Paris, la première du genre[8].

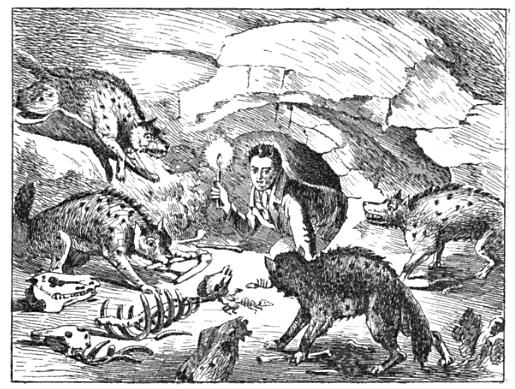
Caricature de William Buckland dans la tanière d'hyènes préhistoriques de Kirkdale, dessinée par William Conybeare en 1822.

- Décembre : William Buckland met au jour dans une grotte de Kirkdale dans le Yorkshire le repaire d'une hyène, contenant des os de lion, d’Elephantidae et de rhinocéros[9].

- L'astronome Alexis Bouvard publie pour le Bureau des Longitudes des tables astronomiques pour Jupiter, Saturne et Uranus. Il met en évidence des irrégularités dans l’orbite de la planète Uranus[10].
- Découverte de l'effet thermoélectrique par le physicien allemand Thomas Johann Seebeck (thermoélectricité)[11].
- Gaspard de Prony, lors d'essais à Paris (Gros-Caillou) pour une machine de type Woolf installée par Humphrey Edwards et destinée à fournir de l'eau aux quartiers de la rive gauche, met au point le frein dynamométrique[12].
- Le physicien allemand Joseph von Fraunhofer met au point un  réseau de diffraction composé de 260 fentes parallèles. Il lui permet de classer les étoiles selon leur spectre lumineux [13].
- Ignatz Venetz lit devant la Société helvétique des sciences naturelles  son Mémoire sur les variations de la température dans les Alpes de la Suisse où il propose sa théorie d'un âge glaciaire (publié en 1833)[14].
- Pierre Berthier découvre la bauxite près du village des Baux–de-Provence[15].

## Publications
- Augustin Louis Cauchy, Cours d'analyse de l'École Polytechnique, Paris, Debure Frères, 1821, 580 p.L'ouvrage donne une théorie rigoureuse du calcul différentiel et intégral fondée sur la notion de limite.
- Georges Cuvier, Discours sur les révolutions du globe, Paris.
- Elias Magnus Fries : Systema Mycologicum.
- Edward Griffith : General and Particular Descriptions of the Vertebrated Animals, 1821.
- William Jackson Hooker : Flora Scotica.
- Antide Janvier : Manuel chronometrique, ou precis de ce qui concerne le temps, ses divisions, ses mesures, leurs usages, etc..
- Prideaux John Selby : Illustrations of British Ornithology (1821-1834).

## Prix
- Médailles de la Royal Society
  - Médaille Copley: Edward Sabine et John Herschel

## Naissances

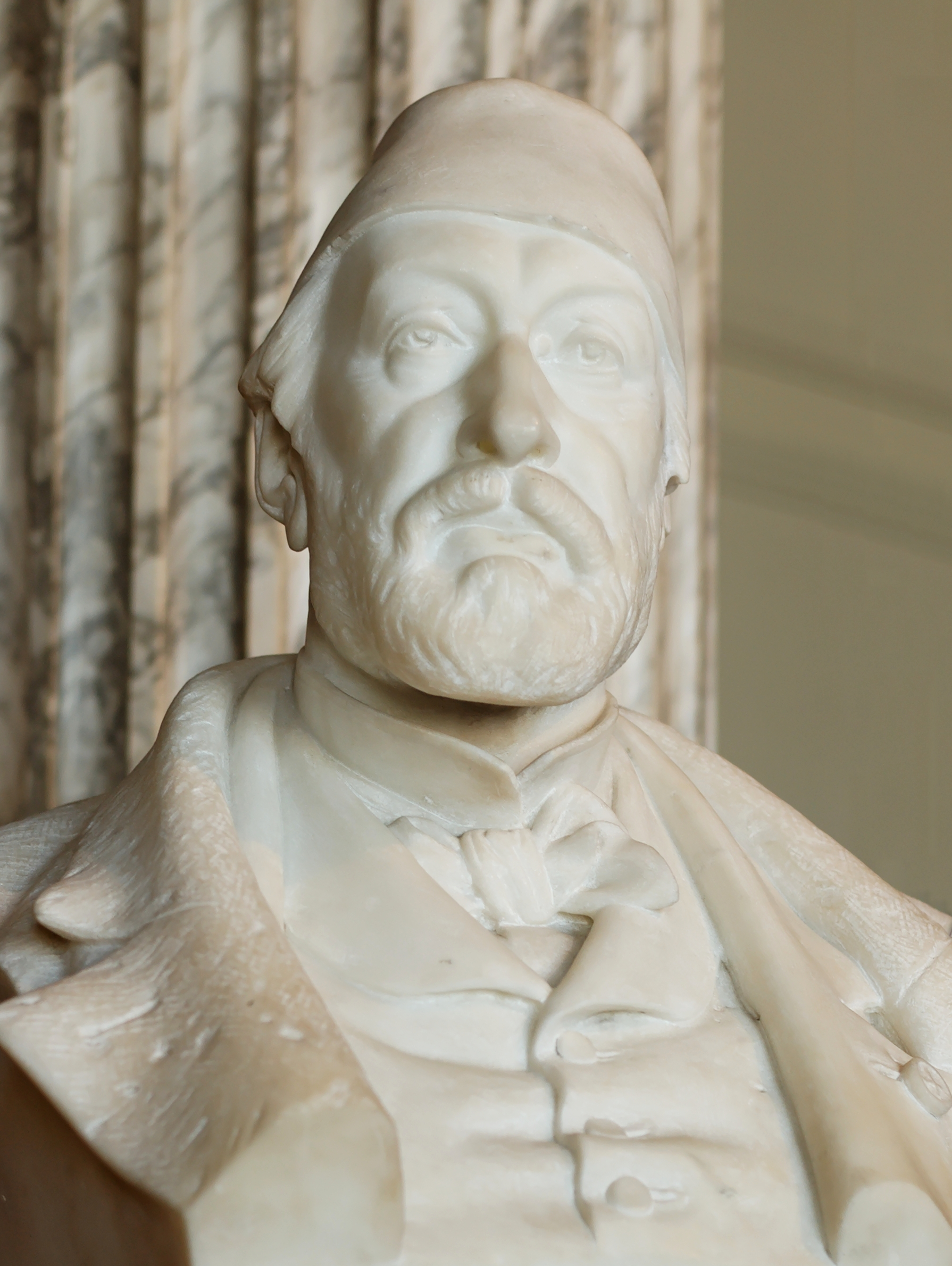
François Auguste Ferdinand Mariette

- 11 février : François Auguste Ferdinand Mariette (mort en 1881), égyptologue français.
- 13 février : John Turtle Wood (mort en 1890), architecte, ingénieur et archéologue anglais.
- 11 mars : Churchill Babington (mort en 1889), archéologue, naturaliste et humaniste britannique.
- 15 mars :
  - Johann Josef Loschmidt (mort en 1895), physicien et chimiste autrichien.
  - Adam Prażmowski (mort en 1885), astronome et astrophysicien polonais.
- 16 mars : Ernest Feydeau (mort en 1873), écrivain et archéologue français.
- 26 mars : Ernst Engel (mort en 1896), statisticien et économiste allemand.
- 28 mars : Jules Haime (mort en 1857), naturaliste et géologue français.
- 31 mars : Fritz Müller (mort en 1897), biologiste allemand.
- 1er avril : Louis-Adolphe Bertillon (mort en 1883), médecin, statisticien et anthropologue français.
- 15 mai : Henri de Lacaze-Duthiers (mort en 1901), biologiste français.
- 4 juin : Charles Robin
- 5 juin : Raymond Bordeaux (mort en 1877), jurisconsulte, archéologue et bibliophile français.
- 1er juillet : Anatole de Barthélemy (mort en 1904), archéologue et numismate français.
- 15 août : Pierre de Cessac (mort en 1889), préhistorien creusois.
- 24 août : Amédée Mouchez (mort en 1892), astronome, hydrographe et contre-amiral français.
- 29 août : Gabriel de Mortillet (mort en 1898), archéologue et anthropologue français.
- 31 août : Hermann von Helmholtz (mort en 1894), physicien et physiologiste prussien.
- 15 septembre : Victor Guérin (mort en 1890), universitaire et ethnologue français.
- 20 septembre : Auguste Pomel (mort en 1896), paléontologue, géologue et politicien français.
- 13 octobre : Rudolf Virchow (mort en 1902), médecin allemand.
- 24 octobre : Ludwig Seidel (mort en 1896), mathématicien, physicien de l'optique et astronome allemand.
- 18 novembre : Franz Friedrich Ernst Brünnow (mort en 1891), astronome.
- 21 novembre : Carl August Bolle (mort en 1909), naturaliste et collectionneur allemand.
- 4 décembre : Ernst Wilhelm Tempel (mort en 1889), astronome allemand.

## Décès

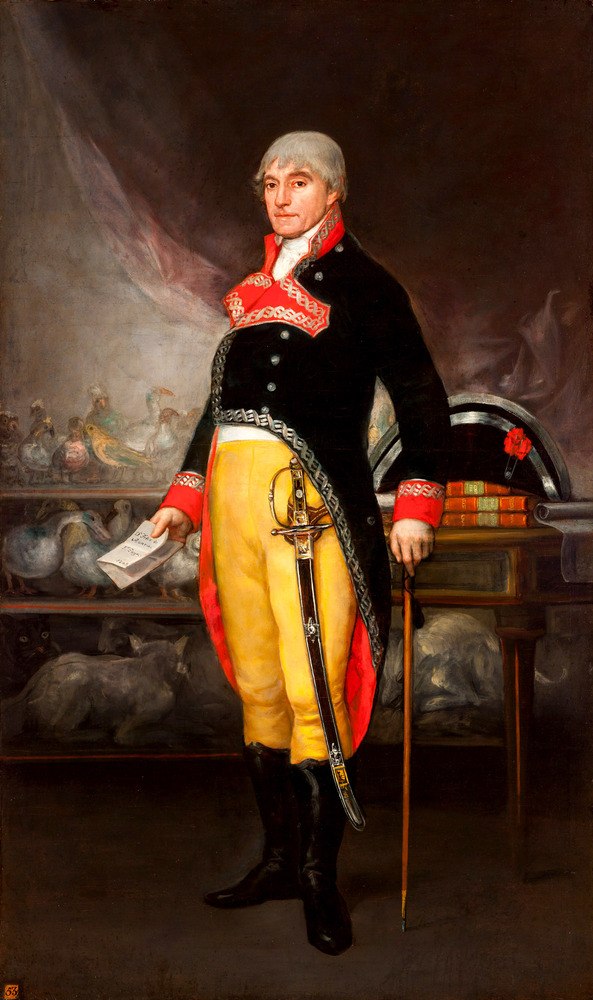
Félix de Azara par Francisco Goya.

- 25 janvier : Honda Toshiaki (né en 1743), mathématicien, économiste et savant japonais.
- 20 avril : Franz Karl Achard (né en 1753), chimiste prussien.
- 6 juin : Louis Claude Richard (né en 1754), botaniste français.
- 1er septembre : Antoine Gouan (né en 1733), botaniste français.
- 14 septembre : Heinrich Kuhl (né en 1797), zoologiste allemand.
- 18 septembre : Jean-Nicolas Corvisart (né en 1755), médecin français.
- 4 octobre : John Rennie (né en 1761), ingénieur écossais.
- 5 octobre : Claudius James Rich (né en 1787), voyageur, archéologue et anthropologue britannique.
- 20 octobre : Félix de Azara (né en 1746), militaire, ingénieur et naturaliste espagnol.
- 28 novembre : Samuel Vince (né en 1749), mathématicien, physicien et astronome britannique.